# Комбінація (комбінаторика)
В математиці комбінація або сполука це спосіб вибору декількох речей з більшої групи, де (на відміну від розміщення) порядок не має значення. У випадку з маленькими числами можливо підрахувати кількість сполук. Наприклад, дано три фрукти, яблуко, помаранч і груша, існують три сполуки по два фрукти, що можуть бути отримані з цього набору: яблуко і груша, яблуко і помаранч, або груша і помаранч. Формальніше k-сполука множини S це підмножина утворена k різними елементами S. Якщо множина містить n елементів, тоді кількість k-сполук дорівнює біноміальному коефіцієнту
{\displaystyle {\binom {n}{k}}=C_{n}^{k}={\frac {n(n-1)\ldots (n-k+1)}{k(k-1)\dots 1}},}
який можна записати із використанням факторіалів так {\displaystyle {\frac {n!}{k!(n-k)!}}} коли {\displaystyle k\leq n}, і який дорівнює нулю {\displaystyle k>n}.
Множина всіх k-сполук множини S іноді записується як 
{\displaystyle {\binom {S}{k}}\,.}
Сполуки можуть допускати повторення, а можуть ні. В попередньому прикладі повторення не дозволялись. Однак, якщо вони були б дозволені, ми мали б три додаткові сполуки: два яблука, два помаранчі і дві груші.
Число комбінацій з повтореннями з n по k дорівнює числу комбінацій без повторень з (n+k-1) по k.
За фіксованого n, генератрисою послідовності чисел сполук {\displaystyle {n \choose 0}}, {\displaystyle {n \choose 1}}, {\displaystyle {n \choose 2}}, … є {\displaystyle \sum _{k=0}^{n}{n \choose k}x^{k}=(1+x)^{n}.}
Двовимірною генератрисою чисел сполук є {\displaystyle \sum _{n=0}^{\infty }\sum _{k=0}^{n}{n \choose k}x^{k}y^{n}=\sum _{n=0}^{\infty }(1+x)^{n}y^{n}={\frac {1}{1-y-xy}}.}
Сума всіх сполук з k від 0 до n дорівнює {\displaystyle \sum _{k=0}^{n}{n \choose k}=2^{n}.}